# Guido Salvini
Pour les articles homonymes, voir Salvini.
Guido Salvini, né le 12 mai 1893 à Florence et mort le 4 mai 1965 à Florence, est un scénariste et réalisateur italien.

## Filmographie partielle
- 1937 : Regina della Scala
- 1941 : L'orizzonte dipinto (it)
- 1945 : Quartetto pazzo
- 1951 : Clandestino a Trieste
- 1955 : Il conte Aquila
- 1955 : Adriana Lecouvreur
- 1956 : Questa sera si recita a soggetto  (téléfilm)